# Луке Пољанске
Луке Пољанске (хрв. Luke Poljanske) је насељено место у општини Загорска Села, Крапинско-загорска жупанија, Хрватска.

## Историја
До територијалне реорганизације у Хрватској биле су у саставу старе општине Клањец.

## Становништво
У попису становништва из 2011. године, Луке Пољанске су имале 66 становника.
| Број становника према пописима | Број становника према пописима | Број становника према пописима | Број становника према пописима | Број становника према пописима | Број становника према пописима | Број становника према пописима | Број становника према пописима | Број становника према пописима | Број становника према пописима | Број становника према пописима | Број становника према пописима | Број становника према пописима | Број становника према пописима | Број становника према пописима | Број становника према пописима |
| ------------------------------ | ------------------------------ | ------------------------------ | ------------------------------ | ------------------------------ | ------------------------------ | ------------------------------ | ------------------------------ | ------------------------------ | ------------------------------ | ------------------------------ | ------------------------------ | ------------------------------ | ------------------------------ | ------------------------------ | ------------------------------ |
| 1857                           | 1869                           | 1880                           | 1890                           | 1900                           | 1910                           | 1921                           | 1931                           | 1948                           | 1953                           | 1961                           | 1971                           | 1981                           | 1991                           | 2001                           | 2011                           |
| 98                             | 105                            | 128                            | 128                            | 129                            | 129                            | 123                            | 118                            | 116                            | 116                            | 95                             | 96                             | 82                             | 66                             | 77                             | 66                             |

Напомена: До 1900. исказивано под именом Луке.